# كين إلياس
كين إلياس (بالإنجليزية: Ken Elias)‏ هو رسام بريطاني، ولد في 1944 في Glynneath ‏ في المملكة المتحدة.